# کاله ینتس
کاله ینتس (انگلیسی: Kalle Jents؛ زادهٔ ۲۲ ژوئن ۱۹۵۷) سیاستمدار و نماینده سابق مجلس اهل استونی است.